# Roman Ogaza
Roman Grzegorz Ogaza (* 17. November 1952 in Katowice; † 4. März 2006 in Forbach, Frankreich) war ein polnischer Fußballspieler.

## Karriere

### Vereine
Ogaza begann 1965 in Lędziny beim dort ansässigen Verein Górnik Lędziny, der sich später – fusionsbedingt – GKS Tychy nannte, mit dem Fußballspielen. In der Saison 1969/70 bestritt er für den amtierenden Pokalsieger Górnik Zabrze ein Punktspiel in der 1. Liga. Es folgten fünf Saisons für den Ligakonkurrenten GKS Szombierki Bytom, der die Saison 1972/73 in der 2. Liga – abstiegsbedingt – spielen musste. Von 1975 bis 1978 war er für GKS Tychy aktiv, die letzte Saison jedoch in der Gruppe Süd der 2. Liga. Nach Bytom 1978 zurückgekehrt, bestritt er noch vier Saisons für den GKS Szombierki Bytom, mit dem er 1980 die Polnische Meisterschaft gewann, bevor er sich nach Frankreich veränderte.
Von 1984 bis 1986 bestritt er insgesamt 63 Punktspiele für den Erstligisten RC Lens, danach zwei Saisons für den Zweitligisten Olympique Alès, zunächst in der Gruppe B, danach in der Gruppe A. Die Hinrunde der Saison 1986/87 bestritt er für den belgischen Erstligisten Royal Francs Borains. Nach Forbach gelangt, folgten zwei Saisons in der dritthöchsten Spielklasse für den dort ansässigen US Forbach, der von 1989 bis 1991 sogar in die vierthöchste Spielklasse absteigen musste. 1991 ließ er seine Spielerkarriere in Forbach bei der SG Marienau ausklingen.

### Nationalmannschaft
Ogaza bestritt im Zeitraum von 1974 bis 1981 21 Länderspiele für die Nationalmannschaft Polens; 15 davon in Freundschaft, fünf in der Qualifikationsgruppe 4 für die Europameisterschaft 1980 und die Viertelfinalbegegnung am 25. Juni 1976 im Rahmen des olympischen Fußballturniers in Montreal. Er debütierte als Nationalspieler am 13. April in Port-au-Prince bei der 1:2-Niederlage gegen die Nationalmannschaft Haitis und spielte letztmals am 23. September in Lissabon bei der 0:2-Niederlage gegen die Nationalmannschaft Portugals.

## Erfolge
- Olympische Silbermedaille 1976
- Polnischer Meister 1980